# Albert Meyrac
Albert Meyrac, né le 7 septembre 1847 à Béligny dans le Rhône et mort le 27 mars 1922 à Nice, fut un journaliste et un folkloriste du département des Ardennes. Il a joué en particulier un rôle précurseur dans la transcription par écrit des légendes et traditions orales ardennaises.

## Parcours et apports
Il est le fils d'un président du tribunal civil de Villefranche-sur-Saône, Étienne Marie Célestin Meyrac, et d'une filleule de Chateaubriand, Stéphanie Marie Atala de Loÿs. La branche paternelle est originaire de Dax, dans les Landes. Bachelier à Bordeaux en 1868, il poursuit des études de droit et devient licencié en droit à la faculté de Bordeaux en 1872. Mais il opte pour le journalisme. Il devient successivement correspondant du journal bordelais La Gironde en 1876. Puis rédacteur au Réveil des Landes, journal de Dax. Puis secrétaire de la rédaction dans un journal d'Angers, le Patriote de l'Ouest. Puis rédacteur en chef du Républicain de Cannes,.
Son épouse est professeur de Collège et auteur de quelques ouvrages. Lui aussi commence à publier en se consacrant dans un premier temps à des ouvrages scolaires, édités par la Librairie des écoles laïques, en particulier un Manuel d'instruction civique, et une Géographie de la France et des colonies, à l'usage des écoles primaires.
Finalement, le 15 août 1883, il est nommé rédacteur en chef du Petit Ardennais, quotidien radical-socialiste et anticlérical de Charleville, par  Émile Corneau, fondateur de ce journal. Et il le reste une trentaine d'années, jusqu'en août 1914,.
Albert Meyrac est l'auteur de plus d'une trentaine d'ouvrages dont un nombre significatif consacré aux Ardennes. Il est en effet un des premiers à tenter de mettre par écrit les légendes de ce territoire, et les anecdotes sur le passé. S'appuyant sur l'exemple d'un Paul Sébillot en Bretagne, il parcourt la campagne, allant de village en village, interrogeant les anciens et formalisant la tradition orale. Son ouvrage de 1890, Traditions, coutumes, légendes et contes des Ardennes, comparés avec les traditions, légendes et contes de divers pays, préfacé d'ailleurs par Paul Sébillot, reste une référence pour les historiens et ethnologues s'intéressant à l'imaginaire dans les Ardennes. Cette publication, résultat de deux ans de travail, est accueillie avec intérêt et lui vaut une critique assez flatteuse par Anatole France en page 2 du journal Le Temps en septembre 1890.
Il est également l'auteur de quelques livres d'histoires, une histoire abordée par les anecdotes : Petite histoire de la Chambre des Députés, Histoire populaire et anecdotique de Napoléon III, Chroniques indiscrètes et galantes d'autrefois, etc..
Albert Meyrac s'est aussi illustré, comme le journal dont il était le collaborateur, dans des querelles anticléricales et par un texte politique sur le même thème, La lutte contre le cléricalisme, en 1901, à un moment où le parti radical monte en puissance au niveau national, mené en particulier par le petit père Combes.
Dans un autre registre, une de ses œuvres est régulièrement rééditée depuis 1900 : sa Géographie illustrée des Ardennes. Il y passe en revue chaque commune, résumant les données administratives, économiques et historiques, même s'il y confond quelquefois l'histoire et les légendes et anecdotes qu'il avait collectées avec tant de passion, et y précise insuffisamment ses sources.
Réfugié sur la Méditerranée pendant la Première Guerre mondiale, qui voit le département des Ardennes rapidement occupé par les Allemands, il s'installe sur place, reste actif et participe à la rédaction du journal Le Réveil d'Antibes.
Il meurt en 1922.

## Décorations
- Officier d'Académie en 1888[4].
- Officier de l'instruction publique en 1894[4].
- Chevalier de la Légion d'honneur en 1900[4].

## Principales œuvres

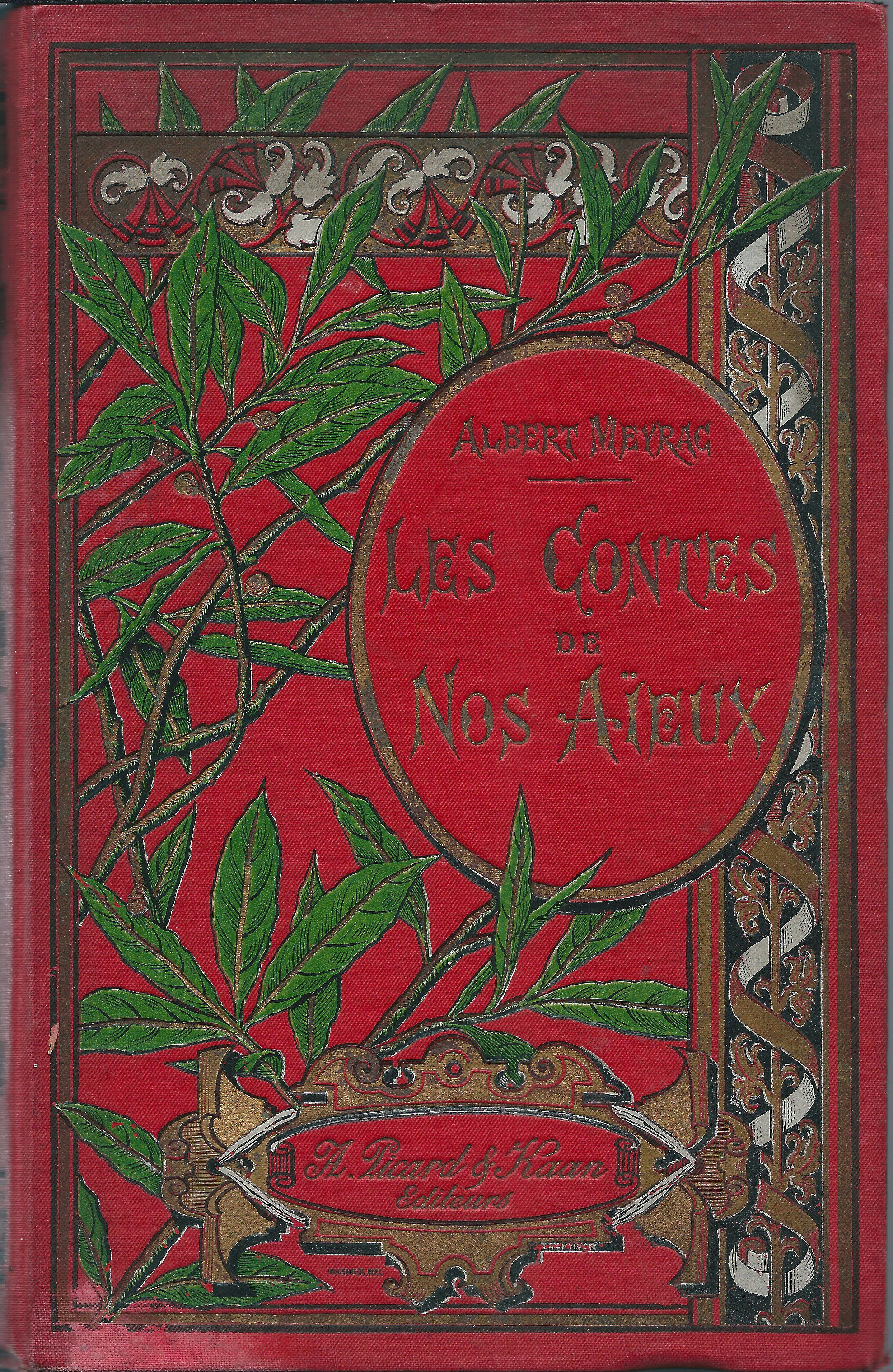
Couverture de Les Contes de nos Aïeux, illustré par Fernand Auguste Besnier.

- Manuel de l'instruction civique, Librairie des écoles laïques, 1882, 182 p.
- Géographie de la France et des colonies, à l'usage des écoles primaires (grands cours), Librairie des écoles laïques, 1882, 178 p.
- Petite histoire de la Chambre des Députés (1789-1887) : histoire politique, rouages administratifs, administration intérieure, préf. de Clovis Hugues, impr. du « Petit Ardennais », 1887, 152 p.
- Histoire populaire et anecdotique de Napoléon III, A.-E. Martin, 1887, 239 p.
- Traditions, coutumes, légendes et contes des Ardennes, comparés avec les traditions, légendes et contes de divers pays, préf. de M. P. Sébillot, 1890[note 2].
- Contes du pays d'Ardennes, Lecène, Oudin et Cie, 1892, 191 p.
- La Forêt des Ardennes (légendes, coutumes, souvenirs), préface de Jean Rameau, Lecène et Oudin, 1896 (lire en ligne); rééd. 2014, Ed. des Régionalismes,  (ISBN 9782824002897).
- Les Contes de nos aïeux (d'après les fabliaux), A. Picard et Kaan, 1897, 199 p.
- Villes et villages des Ardennes, histoire, légende des lieux-dits et souvenirs de l'année terrible, E. Jolly, 1898, 603 p.
- Charles de Gonzague, fondateur de Charleville (1606), E. Jolly, 1899, 8 p.
- La légende des Quatre fils Aymon et leur cheval Bayard, E. Jolly, 1899, 24 p.
- Géographie illustrée des Ardennes, préface de A. Chuquet, ouvrage suivi d'un guide du touriste et du cycliste dans les Ardennes, E. Jolly, 1900, 803 p.
- La Lutte contre le cléricalisme, E. Cornely, 1901, 430 p.
- Les Trois souhaits (L'Histoire de Grilhon ; La Princesse Grenouille), Société française d'imprimerie et de librairie, 1903, 48 p.
- Légende dorée des Ardennes : Parallèles ; Symbolisme ; Origines mythiques et païennes, L. Michaud, 1908, 242 p.
- Brise-Barrière, Sans-Quartier et Passe-partout, Société française d'imprimerie et de librairie, 1909, 47 p.
- Chroniques indiscrètes et galantes d'autrefois : Louis XIV, sa cour, ses maîtresses, d'après Saint-Simon et l'Histoire amoureuse des Gaules, Albin Michel, 1911
- Contes du pays d'Ardennes, Société française d'imprimerie et de librairie, 1912, 127 p.
- Louis XIV, sa cour, ses maîtresses, d'après Saint-Simon et l'Histoire amoureuse des Gaules, Albin Michel, collection Chroniques indiscrètes et galantes d'autrefois, 1911 , ? pages
- Louis XV : ses maîtresses, le Parc-aux-Cerfs, d'après le Journal-Mémoire de d'Argenson, les chansons du temps et les Mémoires du duc de Richelieu, Albin Michel, collection Chroniques indiscrètes et galantes d'autrefois, 1913 , 419 pages
- Louis XV : les Sœurs de Nesles, Albin Michel, collection Chroniques indiscrètes et galantes d'autrefois, 1913 , ? pages
- Les Amours secrètes de Napoléon Ier d'après les pamphlets de l'époque et ceux de la Restauration, impr. Arrault et Cie, 1925, 315 p.
- Les Grands jours de la Révolution racontés par les témoins, Paris, Gedalge, non daté, 399 p.